# Stéphane Krafft
Pour les articles homonymes, voir Krafft.
Stéphane Krafft, né le 16 octobre 1979 à Eaubonne (Val-d'Oise) et mort à Kluisbergen (Flandre-Orientale) le 5 avril 2025,  est un coureur cycliste français, actif dans les années 1990 et 2000. Il est victime d'un malaise fatal sur la route de Vieux Quaremont lors d'une cyclosportive.

## Biographie
Né à Eaubonne dans le Val d'Oise, Stéphane Krafft fait ses débuts au PAC95 puis, en 1998, devient sociétaire du COM Argenteuil,. Il intègre ensuite l'UC Châteauroux-Fenioux en 1999. Durant cette saison, il remporte une étape du Tour du Loir-et-Cher et termine deuxième de Paris-Roubaix espoirs. Il devient également stagiaire chez Cofidis au mois de septembre. Engagé sur le Tour de l'Avenir, il se classe troisième d'une étape à Chantonnay, derrière Yoann Le Boulanger et Floyd Landis. 
Ses bons résultats lui permettent de passer professionnel en 2000 au sein de l'équipe Cofidis. Il évolue dans cette formation jusqu'en 2001. L'exigence et la rigueur du haut-niveau ne lui conviennent pas. 
Stéphane Krafft meurt le 5 avril 2025, victime d'un malaise lors du Tour des Flandres cyclo. Héliporté, il meurt à l'hôpital,. 

## Palmarès
- 1998
  - Tour du Plateau Picard :
    - Classement général
    - 1re étape

  - 2e de Paris-Briare
  - 3e de Paris-Châlette-sur-Loing
  - 3e du Tour de Moselle
- 1999
  - 3e étape du Tour du Loir-et-Cher
  - 1re étape de la Route de la Bourgogne du Sud
  - 2e de Paris-Roubaix espoirs
  - 2e du Tour de Loire-Atlantique
  - 2e de la Route de la Bourgogne du Sud